# Dawid Rigiert
Dawid Adamowicz Rigiert, ros. Давид Адамович Ригерт (ur. 12 marca 1947 w Nagornoje, Kazachstan) – radziecki sztangista, złoty medalista olimpijski, wielokrotny mistrz świata oraz Europy w podnoszeniu ciężarów.

## Biografia
Dawid Rigiert był jednym z największych sztangistów w historii podnoszenia ciężarów, choć dwukrotnie poniósł klęski na igrzyskach olimpijskich. Urodził się w kazachskiej wiosce w niemieckiej rodzinie, a sportem zajął się w 1966. W 1969 spotkał innego sowieckiego sztangistę i trenera Rudolfa Plukfieldiera, który zaprosił go do współpracy w ośrodku sportowym w mieście Szachty w obwodzie rostowskim. Wkrótce Rigiert stał się jednym z największych sztangistów w latach 70. W swoim pierwszym międzynarodowym turnieju, mistrzostwach świata w Columbus (1970), zdobył brązowy medal w wadze lekkociężkiej. W następnym roku przeszedł do wagi półciężkiej, w której był pięciokrotnym mistrzem świata, w latach 1971 i 1973–1976. Oprócz tego, w 1978, zdobył tytuł mistrza świata w pierwszej wadze ciężkiej. Zdobył dziewięć tytułów mistrza Europy: siedem w wadze półciężkiej (w latach 1971–1976, 1978) oraz dwa w pierwszej wadze ciężkiej (1979–1980). W latach 1972, 1976 i 1980 był zdecydowanym faworytem w swojej wadze podczas zawodów olimpijskich, ale tylko w 1976 zgodnie z oczekiwaniami zdobył złoty medal. Zarówno w 1972, jak i w 1980, nie udało mu się zaliczyć żadnej z trzech prób w rwaniu, co zakończyło się dyskwalifikacją.
W kraju Rigiert zdobył pięć razy tytuły mistrza ZSRR w wadze półciężkiej (1972–1973, 1975–1976, 1978), jak również srebro w tej wadze w 1971 oraz srebro w wadze lekkociężkiej w 1970. Wygrał także pięć Pucharów ZSRR: w wadze lekkociężkiej (1972), półciężkiej (1971, 1973, 1975) oraz pierwszej wadze ciężkiej (1979).
Podczas swojej kariery ustanowił łącznie 68 rekordów świata, 4 z nich w wadze lekkociężkiej (2 w rwaniu, 1 w podrzucie oraz 1 w dwuboju), 50 w wadze półciężkiej (1 w wyciskaniu, 14 w rwaniu, 17 w podrzucie oraz 18 w dwuboju), 13 w pierwszej wadze ciężkiej (5 w rwaniu, 4 w podrzucie oraz 4 w dwuboju), jak również 1 w wadze ciężkiej (w rwaniu).
Po zakończeniu kariery sportowej w 1981 został trenerem podnoszenia ciężarów, najpierw w Rostowie, a później w Taganrogu. W latach 1985–1987 był głównym trenerem radzieckiej kadry narodowej w podnoszeniu ciężarów. W 2002 został głównym trenerem rosyjskiej kadry narodowej w podnoszeniu ciężarów, pełniąc funkcję głównego trenera na igrzyskach olimpijskich w Atenach (2004). Oprócz tego zajmował się produkcją ciężarów na zawody sztangistów. W 1999 został wybrany do Galerii Sław Międzynarodowej Federacji Podnoszenia Ciężarów. W 2004 zajął się lokalną polityką i został wybrany do rady miejskiej Taganrogu. W 2009 został ponownie wybrany do rady miejskiej, reprezentując partię polityczną Jedna Rosja.

## Starty olimpijskie
- Monachium 1972 – nie sklasyfikowany (waga półciężka)
- Montreal 1976 –  złoty medal (waga półciężka)
- Moskwa 1980 – nie sklasyfikowany (waga półciężka)

## Mistrzostwa świata
- Columbus 1970 –  brązowy medal (waga lekkociężka)
- Lima 1971 –  złoty medal (waga półciężka)
- Hawana 1973 –  złoty medal (waga półciężka)
- Manila 1974 –  złoty medal (waga półciężka)
- Moskwa 1975 –  złoty medal (waga półciężka)
- Montreal 1976  złoty medal (waga półciężka) – mistrzostwa rozegrano w ramach zawodów olimpijskich
- Gettysburg 1978 –  złoty medal (pierwsza waga ciężka)

## Mistrzostwa Europy
- Sofia 1971 –  złoty medal (waga półciężka)
- Konstanca 1972 –  złoty medal (waga półciężka)
- Madryt 1973 –  złoty medal (waga półciężka)
- Werona 1974 –  złoty medal (waga półciężka)
- Moskwa 1975 –  złoty medal (waga półciężka)
- Berlin 1976 –  złoty medal (waga półciężka)
- Hawierzów 1978 –  złoty medal (waga półciężka)
- Warna 1979 –  złoty medal (pierwsza waga ciężka)
- Belgrad 1980 –  złoty medal (pierwsza waga ciężka)